# Estado do Grão-Pará e Maranhão

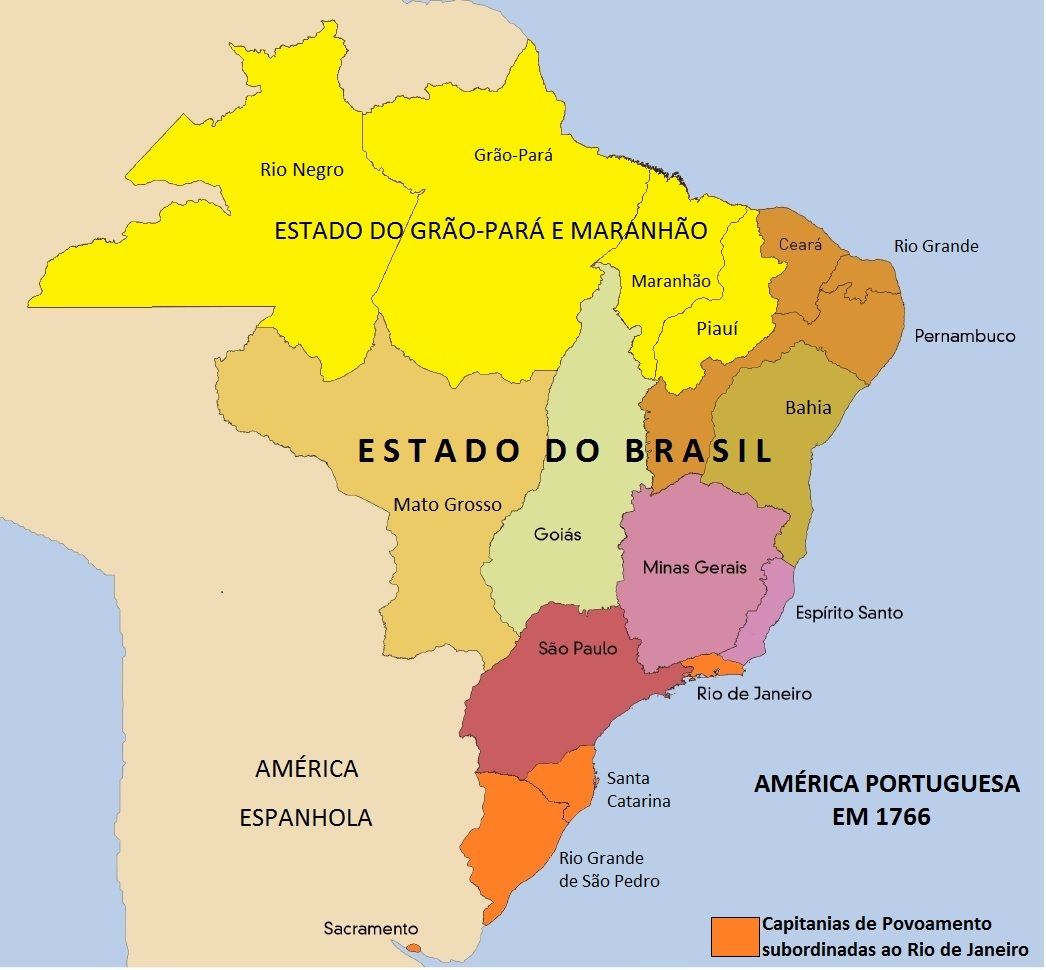
Estado do Grão-Pará e Maranhão (amarelo), em sua maior extensão, abrangendo as capitanias do Pará, Rio Negro, Maranhão e Piauí

O Estado do Grão-Pará e Maranhão foi uma unidade administrativa portuguesa na América do Sul, originalmente criada como Estado do Maranhão em 13 de junho de 1621 por Filipe II de Portugal (ou Filipe III da Espanha). Localizado na região Norte da América Portuguesa (atual Brasil), passou por diversas reorganizações territoriais e mudanças de nomenclatura ao longo de sua existência.
Inicialmente denominado Estado do Maranhão, o território incluía as capitanias reais do Maranhão, Grão-Pará, Gurupá e Ceará, além de capitanias privadas, como Cumã (ou Tapuitapera), Caeté, Cametá e Cabo Norte. Em 1654, foi renomeado para Estado do Maranhão e Grão-Pará, e em 1751 recebeu a designação definitiva de Estado do Grão-Pará e Maranhão. 
O Estado do Grão-Pará e Maranhão teve papel central na administração colonial portuguesa, consolidado pela criação do bispado do Maranhão em 1676 e posteriormente do bispado do Pará em 1719, ambos subordinados ao patriarcado de Lisboa.
Durante a década de 1770, foi desmembrado, originando duas novas unidades administrativas: o Estado do Grão-Pará e Rio Negro e o Estado do Maranhão e Piauí. Durante o período colonial, sua configuração territorial variou significativamente. Incluiu, ao longo de sua existência, os atuais estados brasileiros do Maranhão, Ceará, Piauí, Pará, Amazonas, Amapá e Roraima.

## Etimologia
Os tupinambás inicialmente habitavam a região, estes consideravam-se filhos do grande ancestral e herói "Maíra", assim o topônimo "Mairi", utilizado para representar o território tupinambá (os atuais estados brasileiros do Amapá, Pará e, Maranhão), com origem no nheengatu, inicialmente significaria o "território de Maíra" ou "terra dos filhos de Maíra". Mas esta divindade foi associada aos "homens brancos" e, em especial, aos navegadores franceses, passando a serem chamados de "Maíras" ou “Mair”, e assim a região de "Mairi" passou a representar o "lugar dos franceses".

## Cronologia
- 1534 — João III (Coroa Portuguesa) divide o Brasil em 14 capitanias hereditárias, comandadas por 12 capitães donatários, entre elas a do Maranhão, que incluía o território do atual Estado do Pará, com capital em São Luís;[6]
- 1548 — criação do Governo Geral, para superar as dificuldades das capitanias e centralizar política e administrativamente a colônia, de acordo com instruções vindas de Portugal.[7]
- 1572 — Sebastião divide a administração da colônia em dois governos gerais: o Governo do Norte, com sede em Salvador, responsável pelos territórios da capitania da Baía de Todos os Santos à capitania do Maranhão, e o Governo do Sul, com sede no Rio de Janeiro, que administrava os territórios da capitania de Ilhéus para o Sul.[7]
- 1612 — fundação de São Luís do Maranhão durante as invasões francesas, pelo comandante Daniel de la Touche, responsável pela criação do projeto de expansão colonial chamado de França Equinocial.
- 1616 — fundação do Forte do Presépio e do povoado colonial Feliz Lusitânia na região indígena de Mairi[8][9][10] (atual município de Belém do Pará, entreposto comercial do cacicado marajoara)[11][12][13][14][15] localizada na então Conquista do Pará (Império das Amazonas); a primeira construção desse tipo e a mais significativa no território amazônico;[16]
- 1621 — no contexto da Dinastia Filipina e da União Ibérica (1580-1640), o território da América Portuguesa foi dividido por Filipe III de Espanha em duas unidades administrativas autônomas: o Estado do Maranhão ao norte, com capital em São Luís, abrangeu a capitania do Grão-Pará, a capitania do Maranhão e a capitania do Ceará, a fim de assegurar a posse do território e promover o desenvolvimento; e o Estado do Brasil ao sul, cuja capital era Salvador, abrangendo as demais capitanias;[17][18]
- 1654 — o Estado do Maranhão passa a ser designado Estado do Maranhão e Grão-Pará;[19][20]
- 1665 — desmembrada a Capitania da Ilha Grande de Joanes, compreendendo a Ilha de Marajó, doada a António de Sousa de Macedo;
- 1737 — a capital do Estado do Maranhão e Grão-Pará é transferida de São Luís para Santa Maria de Belém do Grão-Pará;
- 1751 — o Estado do Maranhão e Grão-Pará passa a se chamar Estado do Grão-Pará e Maranhão, compreendendo os atuais Estados do Amazonas, Roraima, Pará, Amapá, Maranhão e Piauí;[21][18]
- 1754 — reincorporação da Capitania da Ilha Grande de Joanes, readquirida pela coroa portuguesa ao neto do donatário original;
- 1755 — criação da Capitania de São José do Rio Negro (atual Amazonas), desmembrada da capitania do Grão-Pará, mas ainda integrada ao Estado do Grão-Pará e Maranhão, que passou a compreender quatro capitanias: São José do Rio Negro, Grão-Pará, Maranhão e Piauí;
- 1772 — o Estado do Grão-Pará e Maranhão é dividido em duas unidades administrativas: o Estado do Grão-Pará e Rio Negro, com sede em Belém, e o Estado do Maranhão e Piauí, com sede em São Luís;[17]
- 1774 — Parte da historiografia defende que a fim de centralizar e aumentar o controle colonial, os Estados do Grão-Pará e Rio Negro e do Maranhão e Piauí, passam à condição de capitania e são integrados ao Estado do Brasil, sendo subordinados ao vice-rei do Brasil, com sede no Rio de Janeiro.[22][18] Porém outra parte da historiografia contemporânea defende que ainda havia completa desconexão entre Brasil e o Grão-Pará mesmo após a fuga da família real para o Rio de Janeiro em 1808 e após a fundação do Reino do Brasil, com Belém sendo vinculada diretamente a Lisboa e sem subordinação ao Rio de Janeiro.[23]

## Antecedentes

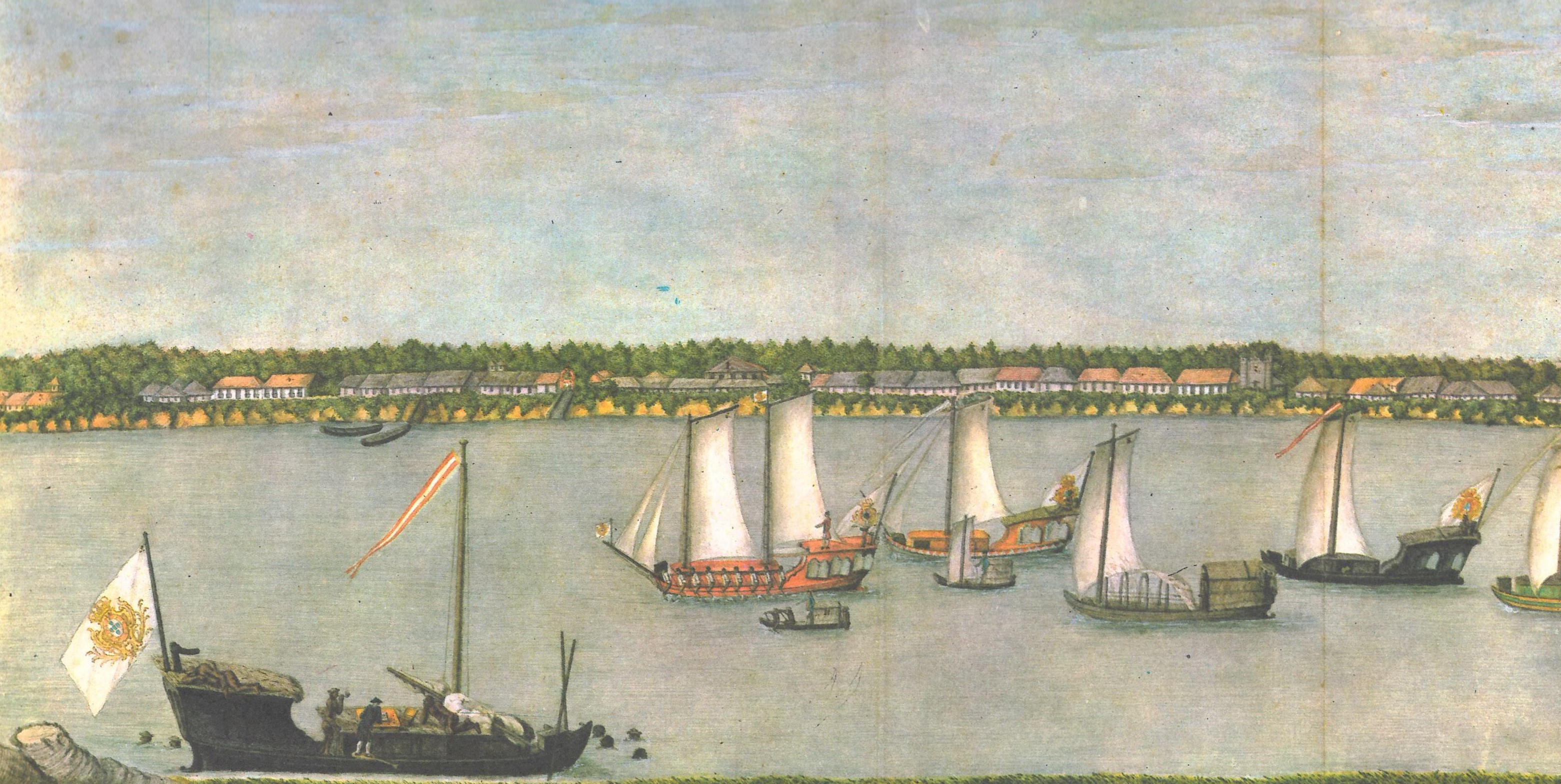
Vila de Cametá, século XVIII.

Em 1612, uma expedição francesa partiu do porto de Cancale, na Bretanha, sob o comando de Daniel de La Touche, Senhor de la Ravardière, com o intuito de fixar uma colônia na América do Sul. Com cerca de quinhentos colonos a bordo, a expedição aportou na costa norte do atual estado brasileiro do Maranhão. Daniel de La Touche explorara a região em 1604, mas a morte do soberano francês tinha adiado os seus planos de colonização.
Para facilitar a defesa, os colonos estabeleceram-se numa ilha, onde fundaram um povoado denominado de "Saint Louis" (atual São Luís), em homenagem ao soberano, Luís XIII de França (1610-1643). No dia 8 de Setembro de 1612, frades capuchinhos rezaram a primeira missa, tendo os colonos iniciado a construção do Forte de São Luís.
Cientes da presença francesa na região, os portugueses reuniram tropas a partir da capitania de Pernambuco, sob o comando de Alexandre de Moura. Os franceses se aliaram aos índios na resistência contra os portugueses e em novembro de 1615, a cidade retornou ao domínio português sob o comando de Jerônimo de Albuquerque, que se tornou o primeiro capitão-mor do Maranhão.

## Evolução institucional

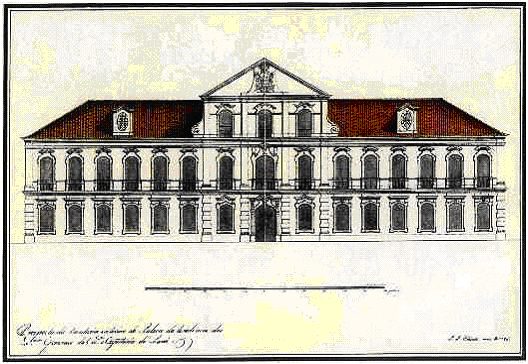
Palácio dos Governadores, atual Palácio Lauro Sodré, onde está o Museu do Estado do Pará. Aquarela de 1782.

O Estado do Maranhão foi criado em 13 de junho de 1621 por Felipe III, Rei da Espanha (Felipe II de Portugal), compreendendo as capitanias do Maranhão, Pará, Piauí e Ceará. Com a criação deste Estado, a América Portuguesa passou a ter duas unidades administrativas: Estado do Maranhão, com capital em São Luís, e Estado do Brasil, cuja capital era Salvador. O objetivo da criação deste Estado era o de melhorar a defesa militar na Região Norte e estimular as atividades econômicas e o comércio regional com a metrópole.
O primeiro governador foi Francisco Coelho de Carvalho, que tomou posse em 1626.
Em fevereiro de 1637, tinha a seguinte população de origem europeia:
- São Luís: 250 colonos, 60 soldados;
- Belém: 80 colonos, 50 soldados;
- Ceará: 30 colonos, 4 ou 5 soldados;
- Curupá: 30 colonos.[24]

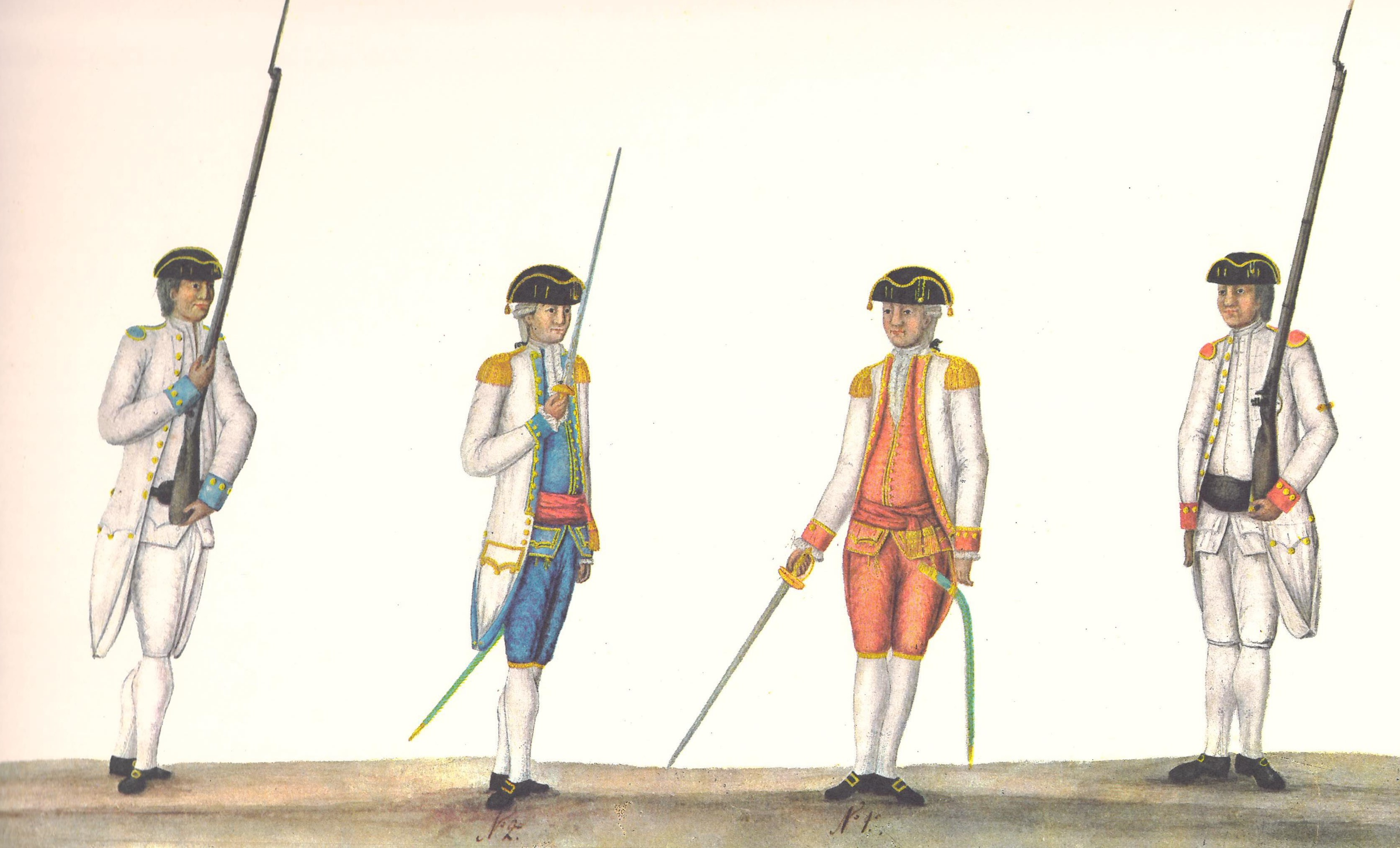
Uniformes dos Terços Auxiliares da capitania do Grão Pará.

Em 23 de fevereiro de 1652, foi publicado um Decreto Real, que dividiu o Estado em duas capitanias autônomas: Pará, a ser comandada por Inácio do Rego Barreto; e Maranhão, a ser comandada por Baltasar de Sousa Pereira.
Em 1654, o Estado do Maranhão passa a ser designado Estado do Maranhão e Grão-Pará.
Em abril de 1655, foi reinstituído o Estado do Maranhão e do Grão Pará, a ser governado por André Vidal de Negreiros.
Em 1751 o Estado do Maranhão e Grão-Pará passou a chamar-se Estado do Grão-Pará e Maranhão, com a capital transferida de São Luís para Santa Maria de Belém do Grão-Pará. 
Posteriormente, em 1772, foi dividido em dois Estados: o Estado do Maranhão e Piauí, com sede em São Luís, e o Estado do Grão-Pará e Rio Negro, com sede em Belém. A integração política da Amazônia ao Brasil só aconteceu efetivamente a partir da anexação em 1823 promovida pelo Império do Brasil. 

### Capitanias
"Dom Filippe III, faço saber aos que esta carta patente virem, que houve por bem erigir em governo distinto e separado do Brasil, as terras do Maranhão e Pará, com as Fortalezas [Ceará, Maranhão e Pará] que há nelas, para as causas daquela conquista se assentarem melhor, e se poder cultivar e povoar a terra, e desejando encarregar o dito governador a uma parte de tal experiência, qualidade [e] talento (...); considerando que tudo isto concorre em Francisco Coelho de Carvalho, fidalgo de minha casa (...), hei por bem de prover do cargo de governador e capitão geral do Maranhão e Pará, pelo que mando a todos os capitães, Cavaleiros, soldados e a todos o mais ministros meus, assim da justiça como da fazenda, e a quaisquer outros pares que naquelas partes de presente residirem, [que recebam] ao dito Francisco Coelho de Carvalho por seu governador e capitão geral, e como tal lhe obedeçam (...) 13 de junho de 1621”.

— Rei Felipe II de Portugal(Felipe III da Espanha)
O Estado do Maranhão foi fundado em 1621, incorporava as capitanias reais do Maranhão, Pará, Gurupá e Ceará, além de capitania privada de Cametá. Em 1656, a capitania do Ceará retornou ao Estado do Brasil. O Estado do Maranhão e Grão-Pará foi importante no contexto de ocupação da região amazônica, sendo composta, com diferentes formações, pelas seguintes capitanias, além do Maranhão: 
- a Capitania do Grão-Pará, criada em 1616 a partir de desmembramento da capitania do Maranhão e da conquista de novos territórios.
- a Capitania de Cametá, criada em 1620 e doada a Feliciano Coelho de Carvalho.
- a Capitania de Tapuitapera, ou "do Cumá" ou "Cumã", criada em 1633 e doada a Antônio Coelho de Carvalho.
- a Capitania de Gurupá, criada em 1623.[28][29]
- a Capitania de Caeté ou Gurupi, doada a Feliciano Coelho de Carvalho em 1634 e, posteriormente, a Álvaro de Sousa.
- a Capitania do Cabo Norte, doada a Bento Maciel Parente, em 1637.
- a Capitania da Ilha Grande de Joanes ou "Capitania de Marajó", doada a António de Sousa de Macedo, em 1655.
- a Capitania do Xingu, doada a Gaspar de Abreu de Freitas, em 1685.
- a Capitania de São José do Piauí ou Capitania do Piauí foi criada em 1718, desmembrando-se da Capitania do Maranhão.
- a Capitania de São José do Rio Negro, criada em 1755, desmembrada da Capitania do Grão-Pará. Abrangia territórios atualmente equivalentes aos estados do Amazonas e de Roraima.

## Divergências historiográficas
Parte da historiografia sustenta que as duas unidades resultantes do desmembramento do Estado do Grão-Pará e Maranhão em 1772/1774 (Estado do Grão-Pará e Rio Negro e Estado do Maranhão e Piauí) permaneceram subordinadas a Lisboa.
Outros estudos afirmam que a separação do Pará e do Maranhão, caracterizados como "pseudo-estados", levando à reintegração à antiga repartição do Estado do Brasil. Entretanto, o Estado do Grão-Pará permanece como uma colônia autônoma portuguesa na prática até 1823, quando foi anexado pelo Império do Brasil, recém fundado.
A historiografia contemporânea da Amazônia tem reiterado a desconexão entre Brasil e o Grão-Pará, mesmo após a fuga da família real para o Rio de Janeiro em 1808 e após a fundação do Reino do Brasil, no âmbito do Reino Unido de Portugal, Brasil e Algarves, permanecendo Belém vinculada diretamente a Lisboa e praticamente desligada em vários aspectos do Rio de Janeiro.